# Загоринская, Наталья Игоревна
Ната́лья И́горевна Загори́нская ― российская оперная певица, Заслуженная артистка Российской Федерации (1999), Народная артистка Российской Федерации (2006), солистка оперы Московского музыкального театра «Геликон-опера».

## Биография
Родилась 3 сентября 1964 года в Москве.
В 1990 году окончила с отличием вокальный факультет Московской государственной консерватории имени П. И. Чайковского, где занималась в классе профессора Веры Кудрявцевой-Лемешевой. В 1991 году Дмитрий Бертман пригласил Загоринскую в свой только что основанный музыкальный театр «Геликон-опера». В 1992 году окончила ассистентуру-стажировку.
Певица исполняет более 40 партий в операх русских, западных классиков и современных авторов. Среди них такие партии, как: Татьяны и Лизы («Евгений Онегин» и «Пиковая дама» П. И. Чайковского), Аиды, Виолетты, Амелии, Алисы Форд («Аида», «Травиата», «Бал-маскарад», «Фальстаф»), Стефании («Сибирь» У. Джордано), Марианы («Запрет на любовь» Р. Вагнера), Царицы Александры Фёдоровны («Распутин» Дж. Риза), Эмилии Марти («Средство Макропулоса» Л. Яначека), Бланш («Диалоги кармелиток» Ф. Пуленка), Анны I («Семь смертных грехов» К. Вайля). За исполнение роли Кармен из одноимённой оперы Жоржа Бизе Наталья Загоринская была удостоена Национальной театральной премии «Золотая маска» в номинации «Лучшая женская роль» (1998).
Загоринская является интерпретатором сочинений композиторов XX века, среди которых Луиджи Ноно, Пьер Булез, Луиджи Даллапиккола, Г. Куртаг, Ф. Пуленк и другие.
Выступала с успехом на лучших концертных площадках мира: Большой зал Московской консерватории, Музикферайн в Вене, Концертгебау в Амстердаме, Карнеги-холл в Нью-Йорке, Пале Гарнье в Париже Виктория-холл в Женеве и др. Была участником в престижных международных фестивалях, среди них Зальцбургский фестиваль (Австрия), международный фестиваль в Люцерне (Швейцария), фестивали искусств в Хельсинки, Эдинбурге, Женеве.
С певицей выступали выдающиеся дирижёры Владимир Спиваков, Теодор Курентзис, Владимир Понькин. Ей посвящали свои произведения известные композиторы, например, Эдисон Денисов.

## Награды
- Народная артистка Российской Федерации (2006).
- Заслуженная артистка Российской Федерации (1999).
- Почётная грамота Президента Российской Федерации (2016)[2].
- Почётная грамота Министерства культуры Российской Федерации (2009).
- Почётная грамота Комитета по культуре города Москвы (2005).